# Pentaschistis malouinensis
Pentaschistis malouinensis är en gräsart som först beskrevs av Ernst Gottlieb von Steudel, och fick sitt nu gällande namn av Clayton. Pentaschistis malouinensis ingår i släktet Pentaschistis och familjen gräs. Inga underarter finns listade i Catalogue of Life.